# 錫澤
48°35′56″N 39°37′42″E / 48.59889°N 39.62833°E
锡澤（烏克蘭語：Сизе）是位於烏克蘭東部的村莊，由盧甘斯克州夏斯季亞區的斯塔尼察-盧漢斯卡市鎮負責管轄。該村始建於1950年，面積0.77平方公里，海拔高度39米，2001年人口14，人口密度每平方公里18.2人。